# 7 (альбом Девіда Гетти)
7 — сьомий студійний альбом французького ді-джея і продюсера Девіда Гетти, що вийшов 14 вересня 2018 року на лейблах What a Music, Parlophone і Big Beat Records. Альбом вийшов у вигляді подвійного альбому, він містить комерційні поп-співпраці на першому диску, у той час як диск з двома спільними синглами підземного хаузу схожий на початкові коріння Гетти як ді-джея. Останній зараховується до Jack Back, як псевдонім Гетти і як засіб випустити більше танцювальної музики. Ця сторона альбому знана як проєкт Jack Back і також вийшла самостійно як мікстейп під назвою Jack Back Mixtape, перед яким був випуск пісні «Overtone». 7 був доступний для попереднього замовлення 23 серпня 2018 року через офіційний сайт компанії Guetta з можливістю попереднього збереження потоку альбомів на Apple Music, Spotify і Deezer, а також придбання через Amazon як цифрове завантаження, CD або грамофонна платівка.

## Сингли
«2U» за участі Джастіна Бібера вийшов як перший альбомний сингл 7 червня 2017. Пісня вийшла на перше місце в чартах десяти з більш ніж 15 країн світу, включаючи Велику Британію, більшу частину Європи, Австралію та Нову Зеландію. За ним вийшов «Dirty Sexy Money», з Афроджеком і за участі Charli XCX та French Montana. Гетта назвав співпрацю типом пісні, «яку він завжди хотів зробити». «Dirty Sexy Money» досягла найвищої позиції в топ-30 у Франції, топ-40 у Великій Британії і десяти в інших танцювальних чартах.
«Like I Do» вийшов спільно з Мартіном Гарріксом і Brooks 22 лютого 2018 року. Трек EDM «Overtone» вийшов як рекламний сингл через Beatport 20 серпня 2018 року.
24 серпня 2018 року Гетта одночасно випустив ще два сингли з альбому, «Goodbye» з Джейсоном Деруло за участі Нікі Мінаж і Віллі Вільяма та сингл «Drive», співпрацюючи з південноафриканським ді-джейом Black Coffee і за участі Деліли Монтагу. Обидві пісні дебютували на американських Білборд Dance/Electronic Songs під номерами 12 і 31 відповідно, роблячи Гетту митцем з найбільшою кількістю записів у чартах Billboard з моменту його створення, загальною кількістю до 34.
«Say My Name» з Бібі Рексою та Джей Бальвіном вийшов як дев'ятий сингл з альбому 26 жовтня 2018.

## Чарти
| Чарт (2018)                                        | Найвища позиція |
| -------------------------------------------------- | --------------- |
| Австралія Australian Albums (ARIA)                 | 9               |
| Австрія Austrian Albums (Ö3 Austria)               | 7               |
| Бельгія Belgian Albums (Ultratop Flanders)         | 9               |
| Бельгія Belgian Albums (Ultratop Wallonia)         | 5               |
| Канада Canadian Albums (Billboard)                 | 12              |
| Чехія Czech Albums (ČNS IFPI)                      | 4               |
| Данія Danish Albums (Hitlisten)                    | 13              |
| Нідерланди Dutch Albums (MegaCharts)               | 9               |
| Фінляндія Finnish Albums (Suomen virallinen lista) | 8               |
| Німеччина German Albums (Offizielle Top 100)       | 7               |
| Угорщина Hungarian Albums (MAHASZ)                 | 14              |
| Ірландія Irish Albums (IRMA)                       | 9               |
| Італія Italian Albums (FIMI)                       | 8               |
| Норвегія Norwegian Albums (VG-lista)               | 10              |
| Португалія Portuguese Albums (AFP)                 | 24              |
| Шотландія Scottish Albums (OCC)                    | 17              |
| Іспанія Spanish Albums (PROMUSICAE)                | 3               |
| Швеція Swedish Albums (Sverigetopplistan)          | 13              |
| Швейцарія Swiss Albums (Schweizer Hitparade)       | 2               |
| Велика Британія UK Albums (OCC)                    | 9               |
| Велика Британія UK Dance Albums (OCC)              | 2               |
| США Billboard 200                                  | 37              |
| США Dance/Electronic Albums (Billboard)            | 1               |

## Сертифікації
| Регіон                                                                                          | Сертифікація  | Продажі |
| ----------------------------------------------------------------------------------------------- | ------------- | ------- |
| Канада (Music Canada)                                                                           | Золотий       | 40 000  |
| Франція (SNEP)                                                                                  | Золотий       | 50 000  |
| Норвегія (IFPI Norway)                                                                          | 2× Платиновий | 60 000* |
| *продажі, що базуються лише на сертифікаціях ^відвантаження, що базуються лише на сертифікаціях |               |         |